# Neferhotep I
Neferhotep I was ca 1741 -1730 v.Chr. koning van Egypte gedurende de 13e dynastie.

## Biografie
In zijn tijd was het koninklijk gezag sterk in verval geraakt en veel koningen van zijn dynastie regeerden vaak niet langer dan een jaar. De macht lag meer in handen van de bureaucratie en de vizier, dan in die van de farao. Neferhotep was de sterkste koning van deze tijd. Hij regeerde over vrijwel geheel Egypte (behalve over Xois, dat in handen van de 14e dynastie was) en probeerde hervormingen door te voeren. Ondanks de binnenlandse moeilijkheden was Egypte nog steeds een macht van belang, wier gezag tot in Byblos erkend werd. De opbloei zou echter maar van korte duur zijn. Er was al geruime tijd een proces van immigratie vanuit Azië aan de gang en onder de regering van Neferhoteps broer Sobekhotep IV brachten Aziaten de stad Avaris onder hun gezag.